# Castellanza
Castellanza är en ort och kommun i provinsen Varese i regionen Lombardiet i Italien. Kommunen hade 14 516 invånare (2018).